# Kalendarium historii Tuvalu

Flaga Tuvalu

Kalendarium historii Tuvalu – uporządkowany chronologicznie, począwszy od czasów najdawniejszych aż do współczesności, wykaz dat i wydarzeń z historii Tuvalu.

## Czasy najdawniejsze
- 1. poł. I tys. n.e. – prawdopodobnie w tym okresie pojawili się pierwsi mieszkańcy wysp[1].
- 16 stycznia 1568 – hiszpański podróżnik Álvaro de Mendaña de Neyra odkrył Nui[1][2].
- 29 sierpnia 1595 – Europejczycy odkryli atol Niulakita[2].
- 1764 – Brytyjczyk John Byron ponownie odkrył Tuvalu, nazywając je Wyspami Lagunowymi[1].
- 5 maja 1781 – Europejczycy atol Nanumanga[2].
- XIX w. – Wyspy Lagunowe odwiedzali wielorybnicy i kupcy[1].
- 6 listopada 1821 – statek dowodzony przez George'a Barretta odkrył atol Nukulaelae i ponownie zlokalizował atol Niulakita[2].
- 1825 – Europejczycy odkryli atole Niutao i Vaitupu[2].
- 1853 – Europejczycy odkryli atol Nanumea[2].
- 1861 – na wyspach pojawili się pierwsi chrześcijańscy misjonarze[2]
- lata 60. XIX w. – w okolicach wysp Tuvalu pojawili się handlarze niewolników, którzy porwali ok. 400 mieszkańców archipelagu (15% mieszkańców)[2][1].

## Era kolonizacji
- 1892 – wodzowie wysp przyjęli protektorat Wielkiej Brytanii[1].
- 1915 – Wyspy Lagunowe weszły w skład brytyjskiej kolonii Wyspy Gilberta i Lagunowe[1].
- 1942–43 – Wyspy Lagunowe zostały zajęte przez wojska amerykańskie w związku z drugą wojną światową[1].
- 1969 – formalne narodziny Kościoła Tuvalu.[3]
- 1971 – wprowadzono samorząd wewnętrzny[1].
- 1974 – w wyniku referendum zdecydowano się na podział kolonii – za odłączeniem się od Wielkiej Brytanii głosowało 92% głosujących (3799 osób)[4][1].
- 1975 – Wyspy Lagunowe stały się odrębną jednostką administracyjną[1].
- 1 stycznia 1976 – władzę przeniesiono do Funafuti[4].

## Niepodległosć
- 1 października 1978 – Tuvalu uzyskało niepodległość w ramach brytyjskiej Wspólnoty Narodów[1].
- 1987 – publikacja tłumaczenia Biblii na język tuvalu[5].
- 1996–1997 – okres obowiązywania flagi państwowej pozbawionej Union Flag[6].
- 2000 – Tuvalu zostało członkiem ONZ[4].
- 2001 – zwrócenie się do Australii o pomoc przez rząd, w znalezieniu miejsca, na które zostanie przeniesione Tuvalu [1]. Sprzedaż domeny internetowej .tv przedsiębiorstwu Verisign[7].
- 2008 – referendum konstytucyjne dotyczące wprowadzenia republiki.
- 2011 – susza(inne języki) na Tuvalu.
- 2016 – skazanie byłego premiera Apisai Ielemia na 12 miesięcy więzienia[8].
- 2022 – wykrycie pierwszego przypadku COVID-19[9].